# John Carrell
John Carrell (* unbekannt; † vor 1993) war ein US-amerikanischer Eiskunstläufer, der im Eistanz startete.
Seine Eistanzpartnerin war Lorna Dyer. Mit ihr nahm er im Zeitraum von 1963 bis 1967 an Weltmeisterschaften teil. 1965 und 1966 gewannen Dyer und Carrell die Bronzemedaille und 1967 in Wien wurden sie Vize-Weltmeister hinter den Briten Diane Towler und Bernard Ford.
John Carell starb an AIDS.

## Ergebnisse

### Eistanz
(mit Lorna Dyer)
| Wettbewerb / Jahr                | 1962 | 1963 | 1964 | 1965 | 1966 | 1967 |
| -------------------------------- | ---- | ---- | ---- | ---- | ---- | ---- |
| Weltmeisterschaften              |      | 8.   | 5.   | 3.   | 3.   | 2.   |
| US-amerikanische Meisterschaften | 3.   | 3.   | 3.   | 2.   | 2.   | 1.   |